# Palaver
Palaver es una película muda de 1926 rodada en la Nigeria británica, reconocida como el primer largometraje nigeriano.
En el rodaje se utilizaron lugareños no profesionales como actores. Si bien no fue un éxito de taquilla, resultó ser significativa en la historia más amplia del cine nigeriano.

## Sinopsis
La película retrata los conflictos entre un oficial de distrito británico y un minero de estaño local que conducen a la guerra.

## Crítica
Comentaristas posteriores la han clasificado entre otras películas coloniales que afirmaban la "influencia benéfica del hombre blanco en África". El propio Geoffrey Barkas (director, productor y guionista), en entrevistas sobre su trabajo, se refirió a su selección de "tribus paganas caníbales" y habló de su "salvajismo ciego."
En 2017, la revista nigeriana Pulse la describió como "orgullosamente racista" y señaló: "Aunque fue producida en Nigeria, Palaver fue hecha para la audiencia británica. No hay ningún error en que la narrativa fue consistente con la idea popular vendida en Europa de que los amos coloniales estaban haciendo un favor a los africanos colonizándolos."